# Christian Günther (Moderator)
Christian Günther (* 19. März 1938 in Potsdam; † 21. April 2001 in Bremen)  war ein deutscher Moderator, Sprecher und Schauspieler.

## Biografie
Nach dem Abitur studierte Günther Theaterwissenschaften in Köln und absolvierte die Max-Reinhardt-Schule für Schauspiel in Berlin. Anschließend wechselte er an das Theater am Goetheplatz  nach Bremen. Über einen Nebenjob gelangte er zu Radio Bremen, wo er ab 1963 hauptberuflich als Sprecher und Moderator arbeitete. Bekannt wurde er unter anderem für die Sendungen Hitline International, Popkarton oder Lost & Found, die auf der Hansawelle und später bei Radio Bremen 4 ausgestrahlt wurden. Noch bis zu seinem Tod moderierte er die abendliche Sendung Please, Mr. DJ auf der Hansawelle und war fast 20 Jahre lang der beliebte und humorvolle Stadionsprecher bei Werder Bremen. Mitte der 1980er-Jahre war Günther mit dem gerappten Lied Was ist bloß mit Rudi los auf der B-Seite einer Vinylsingle zu hören, deren A-Seite der Song Werder Bremen unser Superstar von Ollie & seine Freunde war. In seinem Lied beschreibt Günther einen Spielzug, der vom damaligen Keeper Dieter Burdenski eingeleitet wird. Er stellt über die Stationen des Spielzugs einige der damaligen Spieler vor und beschreibt sie in ihren Eigenschaften. Das Lied endet mit einem Torerfolg des namensgebenden Rudi Völler.
In der deutschen Synchronisation der Fernsehserie Knight Rider sprach Günther die Eröffnungssequenz sowie als Erzählerstimme die dazu passenden Hörspiele. Als Schauspieler trat er in einem Loriot-Sketch sowie in einer Folge der Serie Löwenzahn in Erscheinung.

## Zitate
„Das ist keine Auswechslung, das ist eine Völkerwanderung.“ (als Sprecher im Bremer Weserstadion, als der VfB Stuttgart drei Spieler gleichzeitig auswechselte)